# Eckhard Christian
Eckhard Christian est un Generalmajor de la Luftwaffe, né le 1er décembre 1907 à Berlin et mort le 3 janvier 1985 à Bad Kreuznach (Allemagne).
En 1943, il épouse Gerda Daranowski, une des secrétaires d'Adolf Hitler.
À partie de l'automne 1944, il dirige l'état-major de conduite des opérations de la Luftwaffe (en allemand : Luftwaffe-Führungsstab). Après la guerre, il est prisonnier deux ans puis quitte l'armée. 

## Biographie
Eckhard Christian est né à Charlottenburg, un quartier de la ville de Berlin. Il rejoint d'abord la Reichsmarine (Marine allemande) en 1926. Entre 1928 et 1929, il entreprend une formation dans le but de devenir officier. Par la suite, il continue dans la Marine jusqu'à obtenir le grade de Leutnant zur See (lieutenant), le 1er octobre 1930. En 1934, Christian est transféré à la Luftwaffe (Armée de l'air) au sein d'une école de planeurs, à Warnemünde. Il est promu au grade de Hauptmann (capitaine), le 1er avril 1935. Il est transféré au ministère de l'Aviation en juillet 1938 et à l'état-major. Le 1er juin 1940, il obtient le grade de Major et le 15 janvier 1941, il est affecté à l’état-major des opérations du Haut Commandement de la Wehrmacht au quartier général d'Adolf Hitler. Le 15 mars 1942, il devient Oberstleutnant (lieutenant-colonel).
C'est à cette époque que Christian rencontre Gerda Daranowski, l'une des secrétaires personnelles d'Adolf Hitler. Ils se marient le 2 février 1943. Le 1er mars 1943, Christian est promu Oberst (colonel). En août 1943, à la suite de la mort par suicide de Hans Jeschonnek, chef d’état-major adjoint de la Luftwaffe, lequel est remplacé par Günther Korten, Christian est rattaché, à la demande de Hitler, à l'état-major des opérations la Luftwaffe. Un an plus tard, Hitler promeut Christian Generalmajor, et le nomme Chef des Luftwaffe-Führungsstabes (chef de l'état-major des opérations de la Luftwaffe), le 1er septembre 1944. 
En avril 1945, Christian se trouve dans le Führerbunker, à Berlin, qu'il quitte le 22 avril, lorsqu'il devient responsable des liaisons de la Luftwaffe avec le Haut Commandement de la Wehrmacht pour le front nord. Le 8 mai 1945, jour de la capitulation allemande, Christian est capturé à Mürwik par les troupes britanniques et placé en détention jusqu'au 7 mai 1947. 
Après guerre, en 1946, Gerda Christian demande le divorce. Elle invoque le fait que son mari n'est pas resté jusqu'au bout à ses côtés dans le Führerbunker.
Christian meurt en 1985 à Bad Kreuznach.

## Décorations
- Croix de fer de 2de classe
- Croix de fer de 1re classe
- Croix allemande en argent